# Лековита јагорчевина
Лековита јагорчевина, јаглика или јаглац (лат. Primula veris) припада вишегодишњим зељастим биљкама из фамилије Primulaceae. Цвета од марта до априла. 

## Опис
Ризом је водоравно постављен са бројним коренима. Листови су скупљени у приземну розету и налазе се на дужим дршкама. Облик лиски је јајаст, са неравним ободом, и храпави су са пуно жлезда. Читава биљка је маљава. Дуга цветна дршка полази из розете и на њој се никад не налазе листови. Чашичних листића има 5 и они су међусобно срасли. Штитасту цваст гради по 5 круничних листића, тубастог изгледа и жуте боје. Плод је округла чаура, са браон-сивим семеном, величине неколико милиметара.

## Станиште
Oтворена станишта, ливаде, светле шуме, падине, брдско-планинских система, где у свежа лета pасте на простору највећег дела Европе.

## Расејавање и размножавање
Расејавање се обавља путем ветра, док се размножава семеном или вегетативним деловима биљке.

## Употреба и лековитост
Листови су богати витамином Ц па се користе за салату. Ова биљка садржи и минерале као што су натријум, калцијум, примаверин, сапонизиде, па има бројна лековита својства. 
Користи се као спазмолитик, потом за искашљавање, нарочито код упала горњих дисајних путева, аналгетик и код стања повишене телесне температуре.  Нашла је примену и код главобоља, гихта и раздражљивости. 
Као дрога, лековито својство, се користе цветови који се скупљају у време цветања, док се корен скупља у јесен.

## Угроженост и заштита
Ова биљна врста спада у угрожене врсте због интензивног брања.

## Галерија
- цвет
- цвет
- цвет